# Gaál Mózes (író, 1863–1936)
Gaál Mózes (Barót, Háromszék megye, 1863. augusztus 2. – Budapest, 1936. július 12.) főgimnáziumi tanár, tankerületi főigazgató, ifjúsági író, ifj. Gaál Mózes ifjúsági író, műfordító, dramaturg édesapja.

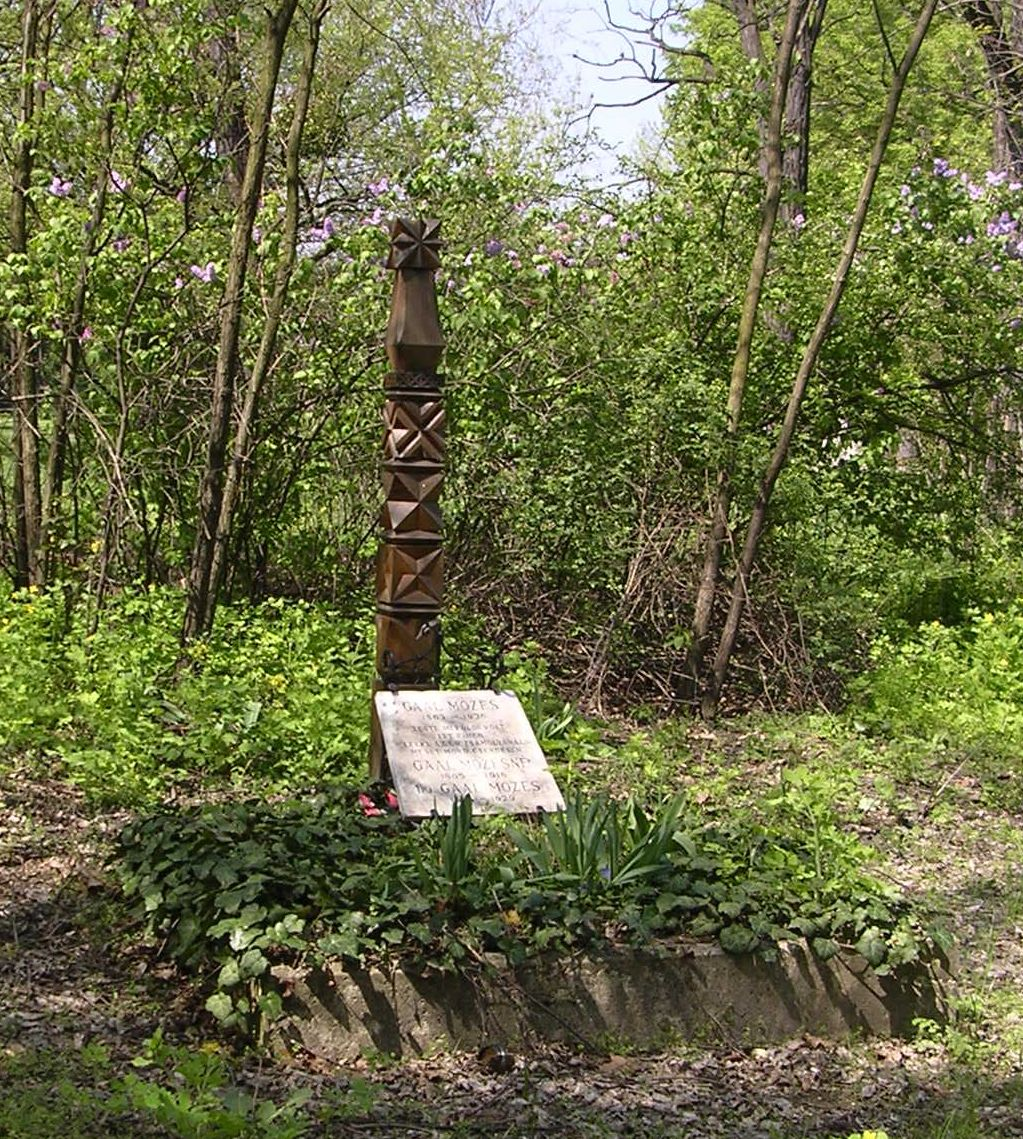
Sírja a Fiumei úti sírkertben (32-4-41)

## Élete
Gaál József és Pál Erzsébet gyermekeként született, vallása római katolikus. A gimnáziumot Nagyszebenben, bölcseleti tanulmányait a budapesti egyetemen (1883–1888) végezte; két évig az Ország-Világ segédszerkesztője volt. 1888-ban tanári vizsgát tett magyar és latin nyelvből és irodalomból.
1889. szeptember 2-án helyettes tanárnak nevezték ki a pozsonyi katolikus főgimnáziumba, 1892-től rendes tanári státuszba került. 1889-től Pozsonyba, később Budapestre helyezték. 1907-től gimnáziumi igazgató, majd Pest vidéki tankerületi főigazgatóként tevékenykedett. Szerkesztője volt a Tanulók Lapjának, 1914 és 1936 között pedig Az Én Újságom című gyermeklapnak. Több történelmi témájú ifjúsági műve jelent meg, amelyek konzervatív szellemben íródtak, és a humánum jegyét viselik magukon.
1911-ben készült el Budapest akkori X. kerületében a Gaál Mózes kitartó közbenjárására épült  Tisztviselőtelepi Magyar Királyi Állami Gimnázium – közismert nevén: Tündérpalota – épülete, és az intézmény élére az oktatásügy őt állította. Mint a gimnázium alapító igazgatójának és a Tisztviselőtelep helytörténészének, nevét emléktábla őrzi a róla elnevezett utcában (korábbi Rezső utca).
1926. május 12-én Budapesten házasságot kötött a nála 28 évvel fiatalabb Sonego Margittal, Sonegó Angeló és Kazai Matild lányával.
Első felesége 1918-ban halt meg, 1926-ban már özvegy volt.
Programmértekezése a pozsonyi katolikus főgimnázium Értesítőjében (1891. „Tompa Mihály «A gazdag» c. költeményének tárgyalása az iskolában, 1893. Az ifjuság és a regényolvasás”) jelent meg. 

## Munkái

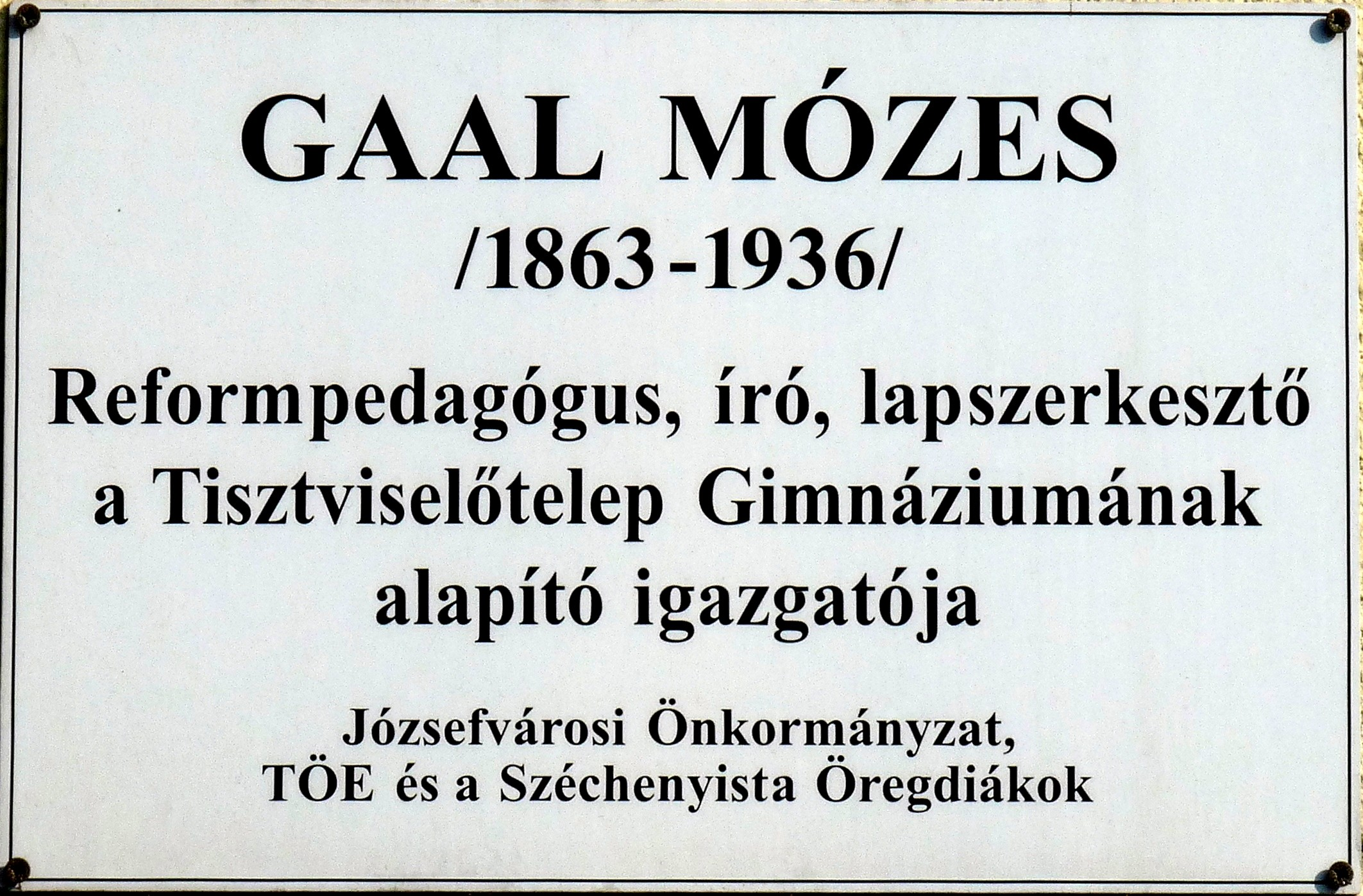
Emléktáblája Budapest VIII. kerületében

### Könyvsorozatai
Szerkesztette és jelentős részben ő írta a  Hazafias Könyvtár című könyvsorozatot Pozsonyban.

### Könyvei
1. Az utolsó lantos. Regényes korrajz. Két füzet. Budapest, 1886. (Szünidei Könyvtár 1-2.)
2. Hogyan lett a szász menyecskéből székely asszony. Magyar ember mulattatására. Budapest, 1887. (Magyar Mesemondó 15.)
3. Kujak András keleti utazása. Az ifjúság számára. Budapest, 1888.
4. Lucza napján. Vígjáték 1 felvonásban. Pozsony és Budapest, 1888. (Ifjusági Szinház 3.)
5. A majálisi elnök. Vígjáték 1 felvonásban. Pozsony és Budapest, 1888. (Ifjusági Szinház 4.)
6. A kegyencz. Szinmű 2 felvonásban. Pozsony és Budapest, é. n. (Ifjusági Szinház 5.)
7. A javíthatlan. Pozsony és Budapest, 1888. (Ifjusági Szinház 6.)
8. Lóco. Budapest, 1888. (Monologok 10.)
9. Költemények. Győr, 1889. (Egyetemes Könyvtár 25.)
10. A magyar irodalom története. Olvasmányul a nagy közönségnek; Scherr Allgemeine Geschichte der Literatur c. művének 3. kötete nyomán, többek közreműködésével. Budapest, 189?.
11. Virág Palkó. A magyar ifjuságnak ajánlva. Budapest, 1890.
12. A kompanisták viselt dolgai. Diák tréfák. Kiss Lajos rajzaival. Pozsony, 1890
13. Markó Pista fordulása. Budapest, 1890. (Verses elbeszélés. M. Mesemondó 38.)
14. Arany tanácsok melyek arra oktatnak, hogy a csecsemőket miképpen gondozza minden jó anya. A magyar nép okulására versekben megirta. Névtelenűl. Budapest, 1890. (Historiák, Nóták 100.)
15. Felvidéki nóták. Budapest, 1890. (Historiák, Nóták 101.)
16. A magyar nemzet története, a világtörténelem nevezetes eseményeivel kapcsolatban. A népiskolák V. és VI. osztálya számára. Pozsony és Budapest, 1891.
17. Nagy diákok. Az ifjuság számára. Pozsony és Budapest, 1891.
18. Magyarország története és az osztrák-magyar monarchia politikai földrajza főbb vonásokban középiskolák alsó osztályai és polgári fiuiskolák számára. Térképpel és illusztratiókkal. Pozsony és Budapest, 1892. (Helmár Ágosttal együtt.)
19. Magyarország története... Polgári és felsőbb leányiskolák számára. Pozsony és Budapest, 1892. (Helmár Ágosttal együtt.)
20. Szondi két apródja. Történeti elbeszélés. A magyar ifjuságnak. Pozsony és Budapest, 1892. (Hazafias Könyvtár 1.)
21. Zoard jóslata. Elbeszélés a magyarok ős történetéből. Az ifjuság számára. Pozsony és Budapest, 1892. (Hazafias Könyvtár 2.)
22. Egy plajbász története. Máramaros-Sziget, 1892. (Kis Könyvtár 3.)
23. Két falusi történet. Máramamaros-Sziget, 1892. (Kis Könyvtár 7.)
24. Keleti Ferkó bujdosása. Verses népies elbeszélés. Budapest, 1892. (Magyar Mesemondó 60.)
25. Egy krajczár története. M.-Sziget, 1892. (Kis Könyvtár)
26. Három falusi történet. M.-Sziget, 1892. (Kis Könyvtár)
27. Luca napján, vigjáték 1. felvonásban. Pozsony és Budapest, 1893. (Ifjusági Szinház 3.)
28. A kegyencz, szinmű 2 felvonásban. Pozsony és Budapest, 1893. (Ifjusági Szinház 5.)
29. A javíthatlan, szinmű 2 felvonásban. Pozsony és Budapest, 1893. (Ifjusági Szinház 6.)
30. A Pergát Pista szerencséje. Versbe szedte és a magyar népnek ajánlja Mózes diák. Budapest, 1893. (Magyar Mesemondó 67.)
31. A vezér boszszúja. Regényes történet a vezérek korából. Az ifjuság számára. Pozsony és Budapest, 1893. (Hazafias Könyvtár 3.)
32. Kupa a pogány vezér. Tört. elbeszélés szent István korából. A magyar ifjuságnak. Pozsony és Budapest, 1893. (Hazafias Könyvtár 4.)
33. Vitézi becsület. Tört. elbeszélés IV. Béla idejéből. A magyar ifjuságnak. Pozsony és Budapest, 1893. (Hazafias Könyvtár 5.)
34. Both bajnok árvája. Történeti elbeszélés a Hunyadiak korából. Budapest, 1894. (Hazafias Könyvtár 11.)
35. A kereszténység hőse. Történeti elbeszélés a Hunyadiak korából. Budapest, 1894. (Hazafias Könyvtár 12.)
36. A prágai rab. Történeti elbeszélés a Hunyadiak korából. Budapest, 1894. (Hazafias Könyvtár 13.)
37. A furfangos diák. Történeti elbeszélés a Hunyadiak korából. Budapest, 1894. (Hazafias Könyvtár 14.)
38. A király szeme. Történeti elbeszélés a Hunyadiak korából. Budapest, 1894. (Hazafias Könyvtár 15.)
39. Mindent a hazáért. Történeti elbeszélés. Képekkel. Budapest, 1895. (Filléres Könyvtár 21-23.)
40. A Jedikula rabja. Történeti elbeszélés Apafi Mihály korából. Budapest, 1895. (Hazafias Könyvtár 21.)
41. A vitéz szász. Történeti elbeszélés Apafi Mihály korából. Budapest, 1895. (Hazafias Könyvtár 22.)
42. Dacó uram szamara. Elbeszélés Erdély történetéből. Budapest, 1895. (Hazafias Könyvtár 23.)
43. Az utolsó próba. Történeti elbeszélés Apafi Mihály korából. Budapest, 1895. (Hazafias Könyvtár 24.)
44. A koldus herceg. Elbeszélés Erdély történetéből. Budapest, 1895. (Hazafias Könyvtár 25.)
45. A fekete ember. Történeti elbeszélés a XVI. századból. Budapest, 1895. (Hazafias Könyvtár 26.)
46. A ki birja, marja. Történeti elbeszélés a XVI. századból. Budapest, 1895. (Hazafias Könyvtár 27.)
47. A murányi tolvaj-csorda. Történeti elbeszélés a XVI. századból. Budapest, 1895. (Hazafias Könyvtár 28.)
48. Menyhárt uram. Történeti elbeszélés a XVI. századból. Budapest, 1895. (Hazafias Könyvtár 29.)
49. Ferhát aga kincse. Történeti elbeszélés a XVI. századból. Budapest, 1895. (Hazafias Könyvtár 30.)
50. A magyar irodalom története. A művelt közönségnek és felserdült ifjuságnak. Budapest, 1896. (Egyetemes Ismeretek Tára 3.)
51. A legkisebb leány. Budapest, 1897.
52. Egy magyar testőrifjú. Budapest, 1898.
53. Balassa Vitéz. Történeti elbeszélés. Budapest, 1898. (Filléres Könyvtár 48-50.)
54. A Karaffa becsülete. Krónikás történet a XVIII. századból. Budapest, 1898. (Hazafias Könyvtár 34.)
55. A renegát. Történeti elbeszélés. Budapest, 1898. (Hazafias Könyvtár 35.)
56. Egy magyar testőrifjú. Regényes elbeszélés Mária Terézia korából. Budapest, 1898. (Hazafias Könyvtár 36.)
57. Az urasági inas. Tréfás elbeszélés Mária Terézia korából. Budapest, 1898. (Hazafias Könyvtár 37.)
58. Skrobanyek ur. Krónikás elbeszélés II. József korából. Budapest, 1898. (Hazafias Könyvtár 38.)
59. A császár igérete. Elbeszélés II. József korából. Budapest, 1898. (Hazafias Könyvtár 39.)
60. Herr von Kecskeméti. Elbeszélés II. József korából. Budapest, 1898. (Hazafias Könyvtár 40.)
61. A kard és lant hőse. Regényes történet a magyar ifjúság számára. Széchy Gyula harmincnégy rajzával. Budapest, 1898.[7]
62. A magyar irodalom története főbb vonásokban. Pozsony, 1898. (Tudományos Zsebkönyvtár 4.)
63. Kis magyar nyelvtan. Pozsony, 1899. (Tudományos Zsebkönyvtár 11.)
64. Kis magyar stilisztika, szerkesztéstan és verstan. Pozsony, 1899. (Tudományos Zsebkönyvtár 12.)
65. Kis magyar rethorika. Pozsony, 1899. (Tudományos Zsebkönyvtár 13.)
66. Kis magyar poétika. Pozsony, 1899. (Tudományos Zsebkönyvtár 22.)
67. A magyar helyesírás törvényei : gyakorlati példákkal és a helyesírás rövid szótárával. Budapest, 1900. (Tudományos Zsebkönyvtár 45.)
68. Hun és magyar mondák. Budapest, 1900.
69. Három székelyfiú. Elbeszélés. Budapest, 1900. (Filléres Könyvtár 82.)
70. A vasember. Történeti elbeszélés. Kiss Lajos rajzaival. Budapest, 1900. (Filléres Könyvtár 86-88.)
71. A koldusvezető. Elbeszélés. Budapest, 1901. (Filléres Könyvtár 95.)
72. Bem apó és a székelyek. Egy vén székely huszár elbeszélése. Budapest, 1901. (Filléres Könyvtár 102.)
73. Bethlen Gábor és kora. Budapest, 1901.
74. Magyar királymondák. Budapest, 1901.
75. A vasember fia. Történeti elbeszélés. Mühlbeek Károly rajzaival. Budapest, 1902. (Filléres Könyvtár 133-135.)
76. Burkus. Regény az ifjúság számára. Budapest, 1904.
77. A szurtos kis inasról és egyéb elbeszélések. Budapest, 1905. (Filléres Könyvtár 218.)
78. Kenyér és becsület. Regény a felserdült ifjúság számára. Budapest, 2. kiad., Budapest, 1908.; 3. kiad., Budapest, 1913.
79. A jövő iskolája. Budapest, 1909.
80. Mókus. Komoly történet egy mókás fiúról. Budapest, 1912. (Filléres Könyvtár 322-324.)
81. Porcellán kisasszony. Falusi történet. Budapest, 1913. (Filléres Könyvtár 334-336.)
82. A három kenyeres-pajtás. Ifjusági regény. Budapest, 1914.
83. Achilleus Haragja (ISBN 963 8199 44 X)

## Emlékezete
Veres Péter Laci című novellájában az egyik fuvarost, Laci ló sokadik gazdáját Gaalnak hívják. Eredetileg Gál volt a neve, de aztán tisztiszolgaként látta „egy újságon, hogy szerkeszti Gaal Mózes és nagyon megtetszett neki így írva a neve”.

## Képtár

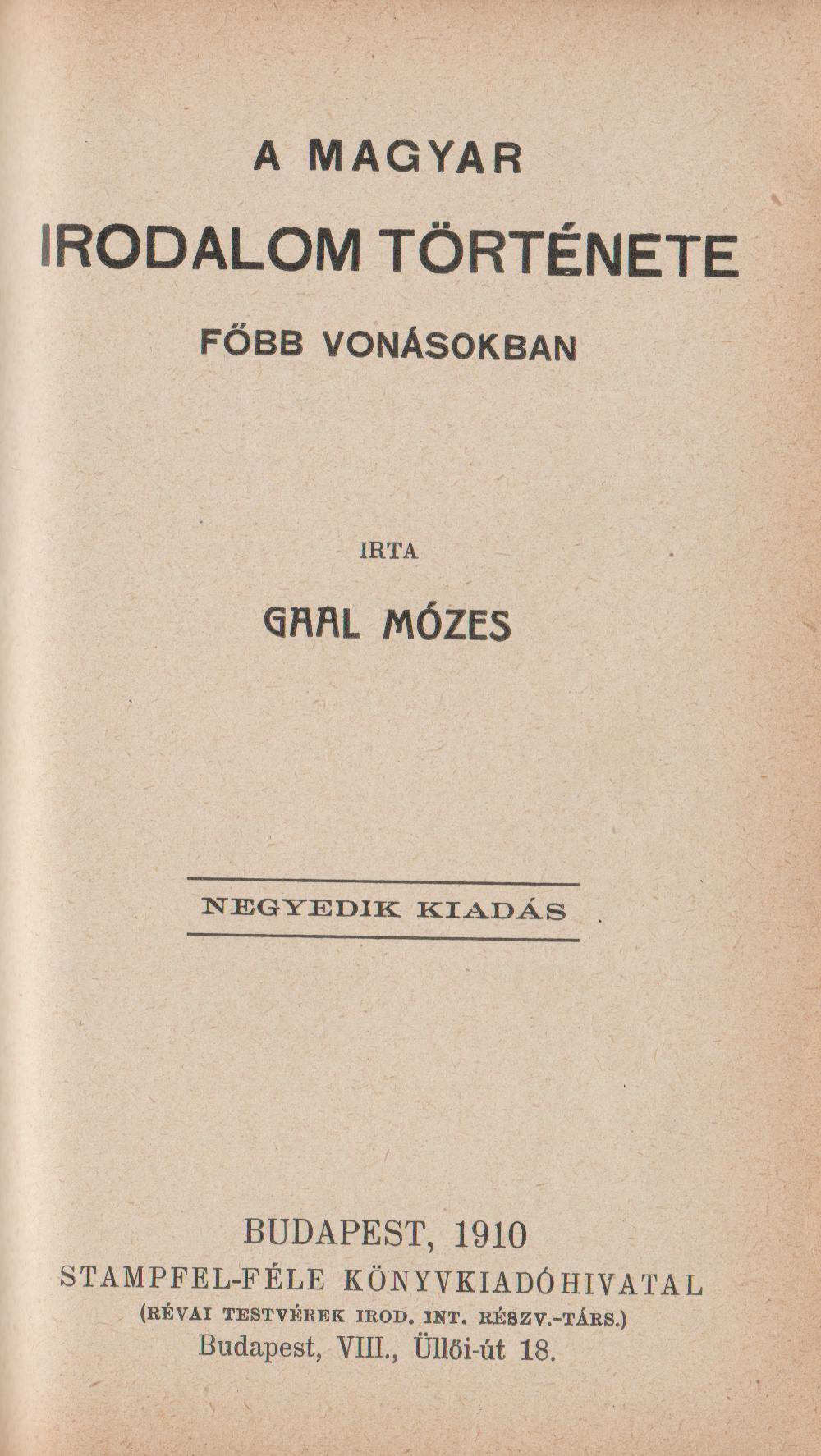
A magyar irodalom története főbb vonásokban (1910-es kiadás)
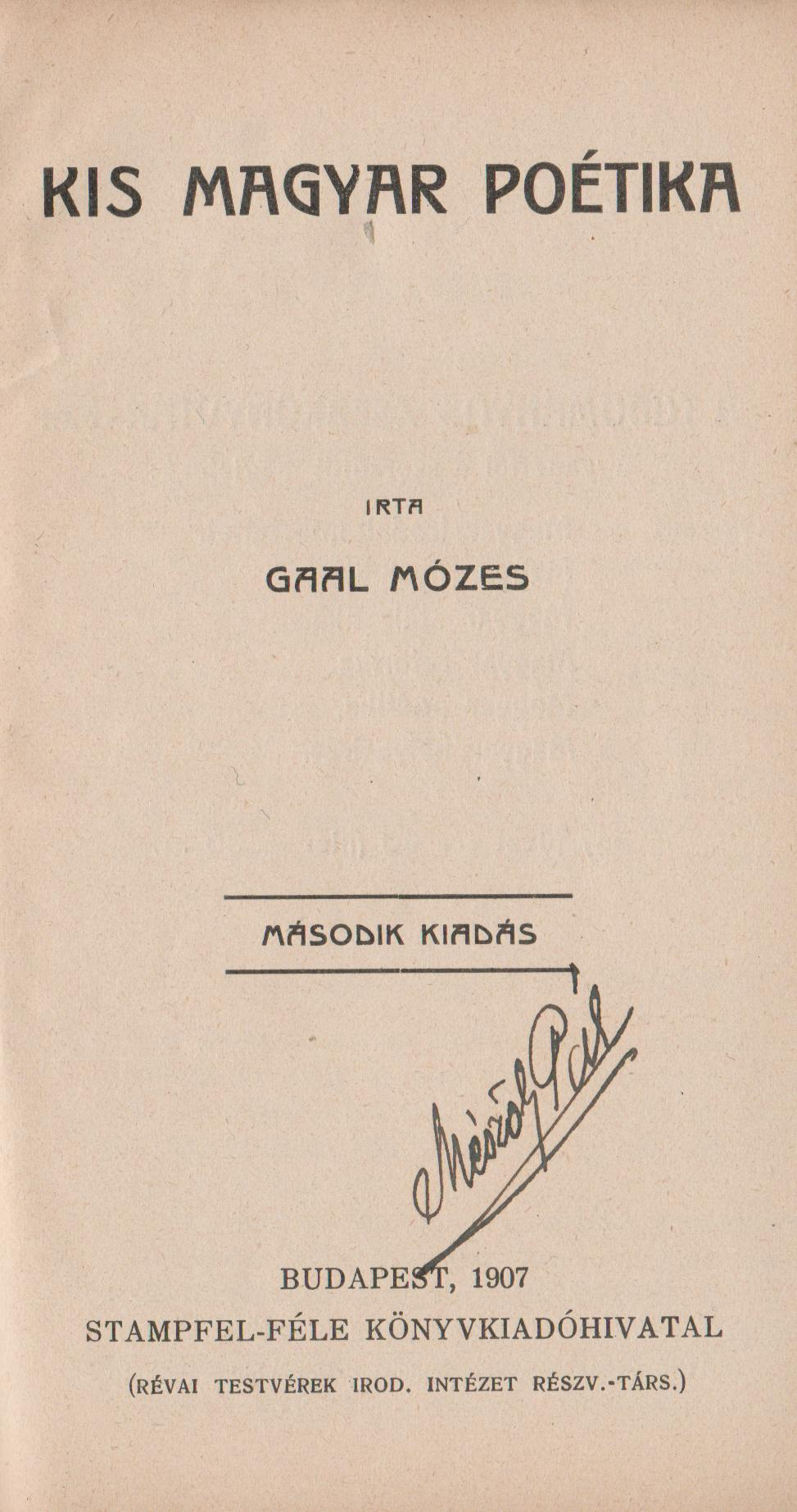
Kis magyar poétika (1907-es kiadás)
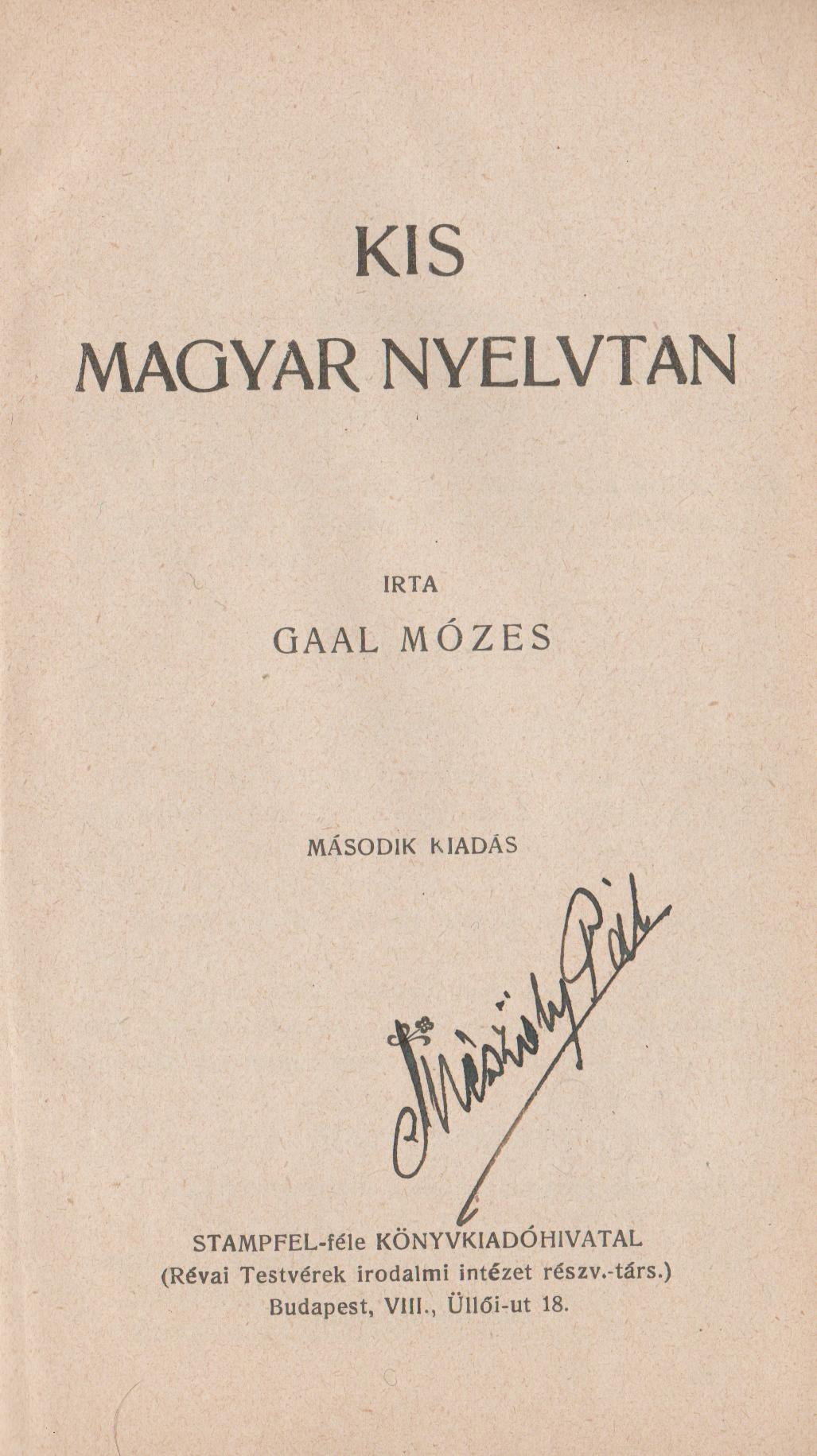
Kis magyar nyelvtan (190?-as kiadás)
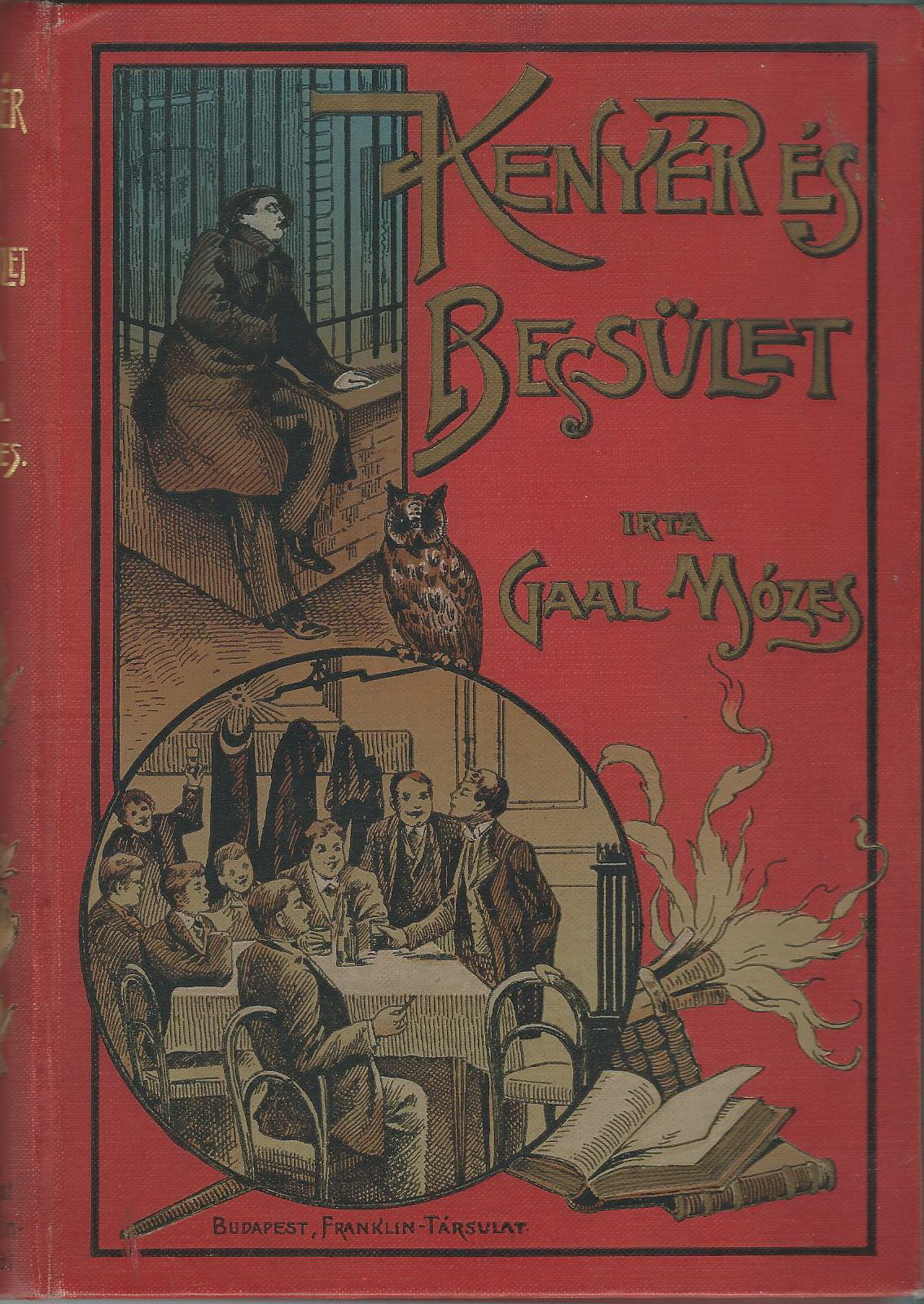
Kenyér és becsület c. regénye 1913-as harmadik kiadásának borítója
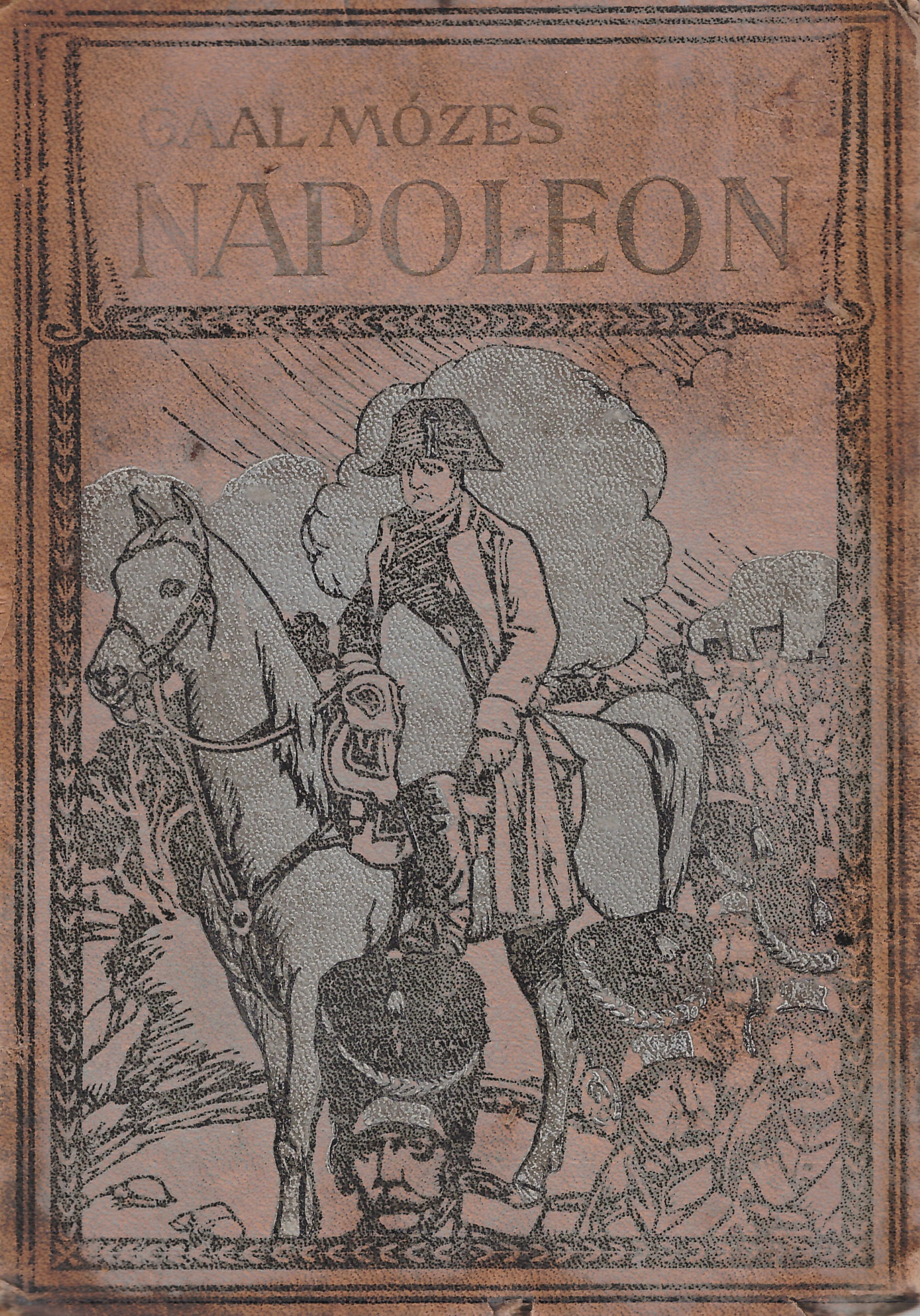
Napóleon (1910?-es kiadás)